# Kurt Gentz
Kurt Gentz (* 20. September 1901 in Dresden; † 13. Juli 1980) war ein deutscher Journalist in der Deutschen Demokratischen Republik (DDR). Er war Chefredakteur der Sächsischen Zeitung, der Lausitzer Rundschau und im Urania-Verlag.

## Leben
Gentz, Sohn eines Arbeiters, erlernte nach dem Abschluss der Oberschule den Beruf des Schlossers. 1924 bis 1928 studierte er an der Technischen Hochschule Dresden und wurde Diplom-Volkswirt.
Im Alter von 16 Jahren wurde Gentz Mitglied der Freien Sozialistischen Jugend (FSJ), später des Sozialistischen Studentenbunds und 1920 der Sozialdemokratischen Partei Deutschlands (SPD). Von 1924 bis 1927 war er Vorsitzender der Jungsozialisten in Sachsen.
Nach seinem Studium begann Gentz seine journalistische Laufbahn und wurde Redakteur, später stellvertretender Chefredakteur der Volkszeitung in Bremen. Nach der Machtübernahme der Nationalsozialisten verlor er 1933 diese Anstellung. Von 1935 bis 1941 war er zeitweise als Versicherungsvertreter der Hanseatischen Sterbekasse und der Allianz tätig. 1941 wurde er in die deutsche Wehrmacht eingezogen und kämpfte im Zweiten Weltkrieg. 1945 geriet er in britische Kriegsgefangenschaft, aus der er noch im selben Jahr entlassen wurde.
Noch 1945 wurde Gentz Chefredakteur der Dresdner SPD-Zeitung Volksstimme. Durch die Zwangsvereinigung der SPD und der Kommunistischen Partei Deutschlands (KPD) in der sowjetisch besetzten Zone Deutschlands wurde Gentz 1946 Mitglied der Sozialistischen Einheitspartei Deutschlands (SED). 1946 wurde Gentz Chefredakteur der Sächsischen Zeitung in Dresden und war zugleich Mitglied des Sekretariats des Landesverbands Sachsen der SED. Gentz war Mitgründer und 1949/50 der erste Vorsitzende des Verbands der Journalisten der DDR (VDJ) in Sachsen.
Im Juni 1949 wurde Gentz, als Nachfolger von Georg Porthmann, Chefredakteur der Lausitzer Rundschau in Cottbus. 1951 wechselte er zur Zeitschrift Deutschlands Stimme, deren Chefredakteur er bis 1953 war. Von 1951 bis 1954 absolvierte er ein Fernstudium und erreichte ein Diplom in Gesellschaftswissenschaften.
1953 bis 1961 war Gentz Leiter der Abteilung der Natur- um Heimatfreunde im Bundessekretariat des Kulturbunds der DDR. 1962 wurde er Chefredakteur beim Urania-Verlag, ab 1953 zugleich Chefredakteur der Zeitschriften Der Falke und Ornithologie und Vivarienkunde. 1967 ging Gentz in Rente.

## Ehrungen
- 1966 Vaterländischer Verdienstorden (DDR)